# Жак Фереоль Мазас
Жак Фереоль Мазас (фр. Jacques Féréol Mazas; 23 вересня 1782, Лавор — 26 серпня 1849, Бордо) — французький композитор, скрипаль, диригент і педагог.

## Біографія
У 1805 році закінчив Паризьку консерваторію у класі скрипки П'єра Байо. У 1808 році він зіграв присвячений йому скрипковий концерт Обера. У 1811—1829 роках гастролював у багатьох європейських країнах. У 1831 році стає концертмейстером оркестру Італійської опери в Парижі. Незабаром після цього отримує запрошення зайняти пост директора і концертмейстера «Опера Комік» в Орлеані. Викладав. У 1837—1841 роках обіймав посаду директора консерваторії Камбрії. Його інструктивні твори для скрипки набули поширення в педагогічній практиці (збірки етюдів і варіацій; «Кращий скрипковий учитель, або новітня школа гри на скрипці»; 1856; видавництво Бертолоті). Написав також «Школу для скрипки» («Methode de violon»).

## Твори
- опера «Кіоск» (1842, Париж)
- 2 скрипкові концерти
- струнні квартети
- струнні тріо
- п'єси для скрипки і фортеп'яно
- камерно-інструментальні твори